# Buchères
Buchères és un municipi francès situat al departament de l'Aube i a la regió del Gran Est. L'any 2007 tenia 1.403 habitants.

## Demografia

### Població
El 2007 la població de fet de Buchères era de 1.403 persones. Hi havia 539 famílies de les quals 105 eren unipersonals (28 homes vivint sols i 77 dones vivint soles), 217 parelles sense fills, 193 parelles amb fills i 24 famílies monoparentals amb fills.
La població ha evolucionat segons el següent gràfic:
Habitants censats

### Habitatges
El 2007 hi havia 583 habitatges, 558 eren l'habitatge principal de la família, 9 eren segones residències i 16 estaven desocupats. 555 eren cases i 28 eren apartaments. Dels 558 habitatges principals, 477 estaven ocupats pels seus propietaris, 58 estaven llogats i ocupats pels llogaters i 22 estaven cedits a títol gratuït; 8 tenien una cambra, 22 en tenien dues, 58 en tenien tres, 154 en tenien quatre i 315 en tenien cinc o més. 457 habitatges disposaven pel capbaix d'una plaça de pàrquing. A 228 habitatges hi havia un automòbil i a 301 n'hi havia dos o més.

### Piràmide de població
La piràmide de població per edats i sexe el 2009 era:
| Homes | Edats   | Dones |
| ----- | ------- | ----- |
| 0     | 95 o +  | 4     |
| 4     | 90 a 94 | 0     |
| 0     | 85 a 89 | 8     |
| 8     | 80 a 84 | 8     |
| 20    | 75 a 79 | 16    |
| 24    | 70 a 74 | 32    |
| 24    | 65 a 69 | 32    |
| 56    | 60 a 64 | 56    |
| 68    | 55 a 59 | 52    |
| 76    | 50 a 54 | 76    |
| 48    | 45 a 49 | 72    |
| 40    | 40 a 44 | 48    |
| 40    | 35 a 39 | 36    |
| 32    | 30 a 34 | 28    |
| 28    | 25 a 29 | 28    |
| 40    | 20 a 24 | 40    |
| 48    | 15 a 19 | 52    |
| 60    | 10 a 14 | 40    |
| 44    | 5 a 9   | 64    |
| 24    | 0 a 4   | 16    |

## Economia
El 2007 la població en edat de treballar era de 918 persones, 670 eren actives i 248 eren inactives. De les 670 persones actives 627 estaven ocupades (321 homes i 306 dones) i 43 estaven aturades (24 homes i 19 dones). De les 248 persones inactives 102 estaven jubilades, 73 estaven estudiant i 73 estaven classificades com a «altres inactius».

### Ingressos
El 2009 a Buchères hi havia 578 unitats fiscals que integraven 1.443 persones, la mediana anual d'ingressos fiscals per persona era de 20.790 €.

### Activitats econòmiques
Dels 78 establiments que hi havia el 2007, 1 era d'una empresa extractiva, 1 d'una empresa alimentària, 5 d'empreses de fabricació d'altres productes industrials, 18 d'empreses de construcció, 21 d'empreses de comerç i reparació d'automòbils, 7 d'empreses de transport, 5 d'empreses d'hostatgeria i restauració, 1 d'una empresa d'informació i comunicació, 2 d'empreses financeres, 2 d'empreses immobiliàries, 12 d'empreses de serveis, 1 d'una entitat de l'administració pública i 2 d'empreses classificades com a «altres activitats de serveis».
Dels 20 establiments de servei als particulars que hi havia el 2009, 1 era una oficina de correu, 2 tallers de reparació d'automòbils i de material agrícola, 1 establiment de lloguer de cotxes, 2 paletes, 3 guixaires pintors, 3 fusteries, 3 lampisteries, 1 electricista, 2 perruqueries i 2 restaurants.
Dels 2 establiments comercials que hi havia el 2009, 1 era una botiga de menys de 120 m² i 1 una joieria.
L'any 2000 a Buchères hi havia 10 explotacions agrícoles que ocupaven un total de 325 hectàrees.

## Equipaments sanitaris i escolars
El 2009 hi havia 1 escola maternal i 1 escola elemental.

## Poblacions més properes
El següent diagrama mostra les poblacions més properes.